# 阿爾庫什迪瓦爾德維什
阿爾庫什迪瓦爾德維什（葡萄牙語：Arcos de Valdevez），是葡萄牙的城鎮，位於該國北部，由維亞納堡區負責管轄，始建於1515年，面積447.6平方公里，2011年人口22,847，人口密度每平方公里51.04人。

## 友好城市

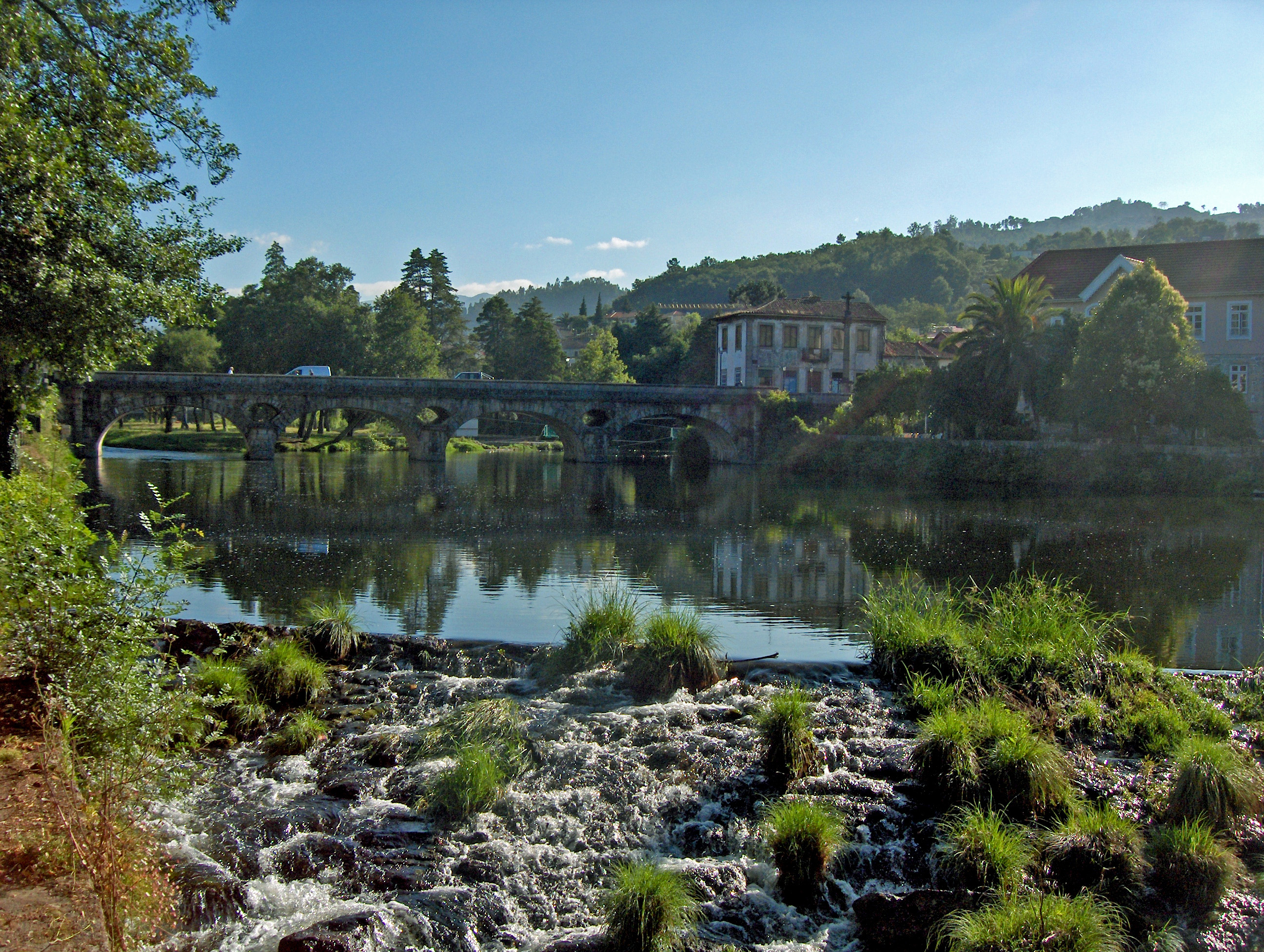

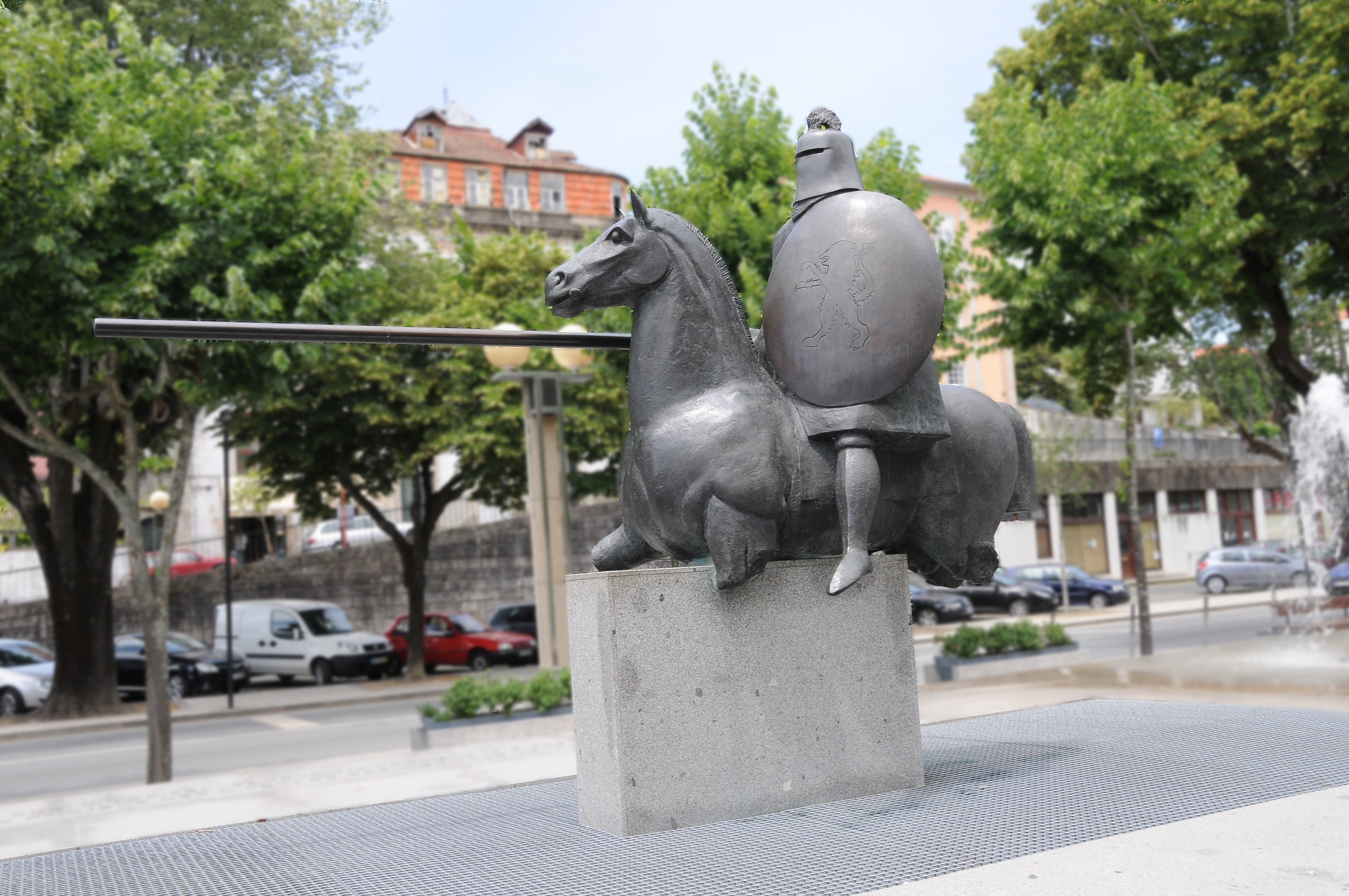

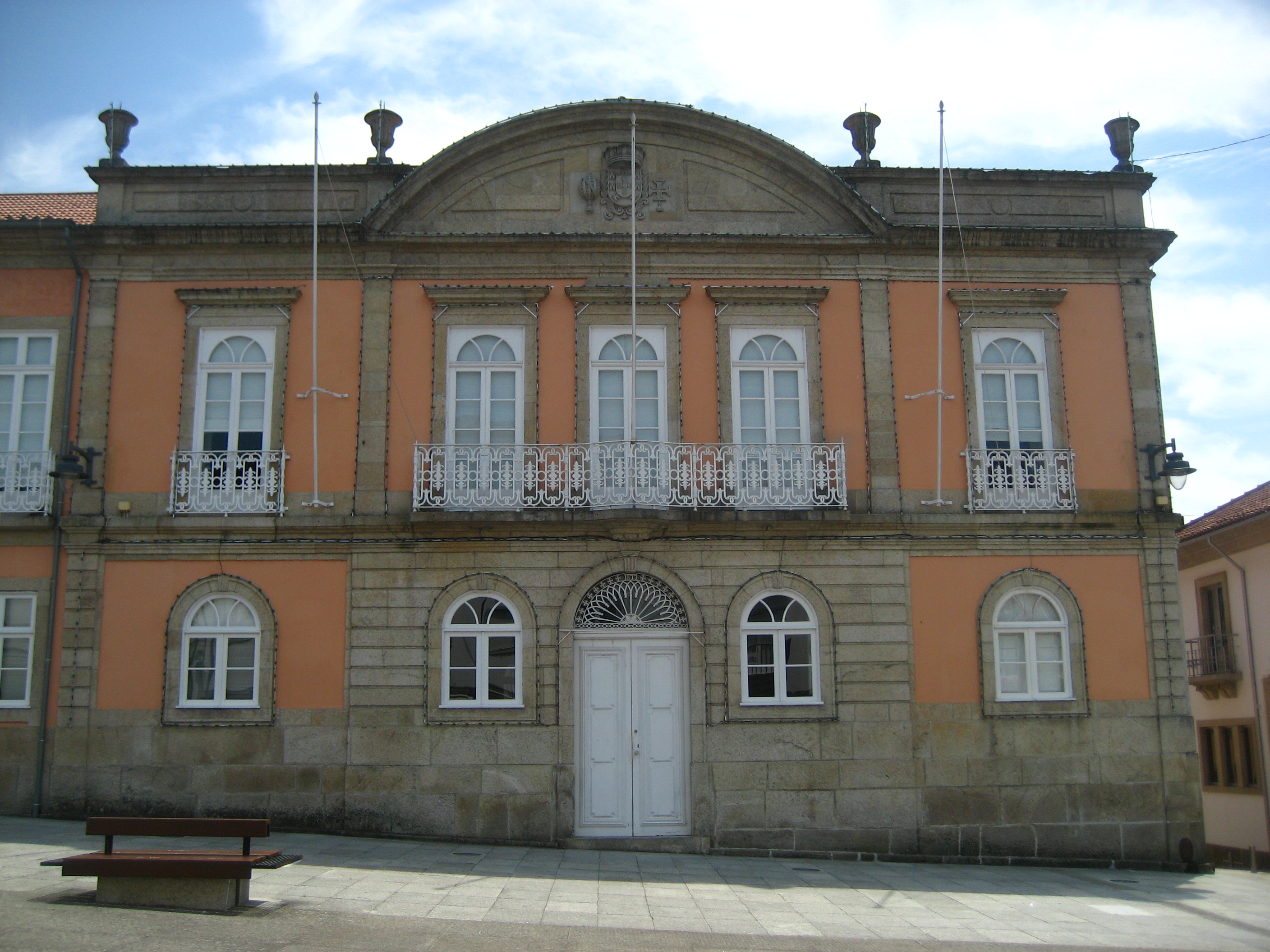

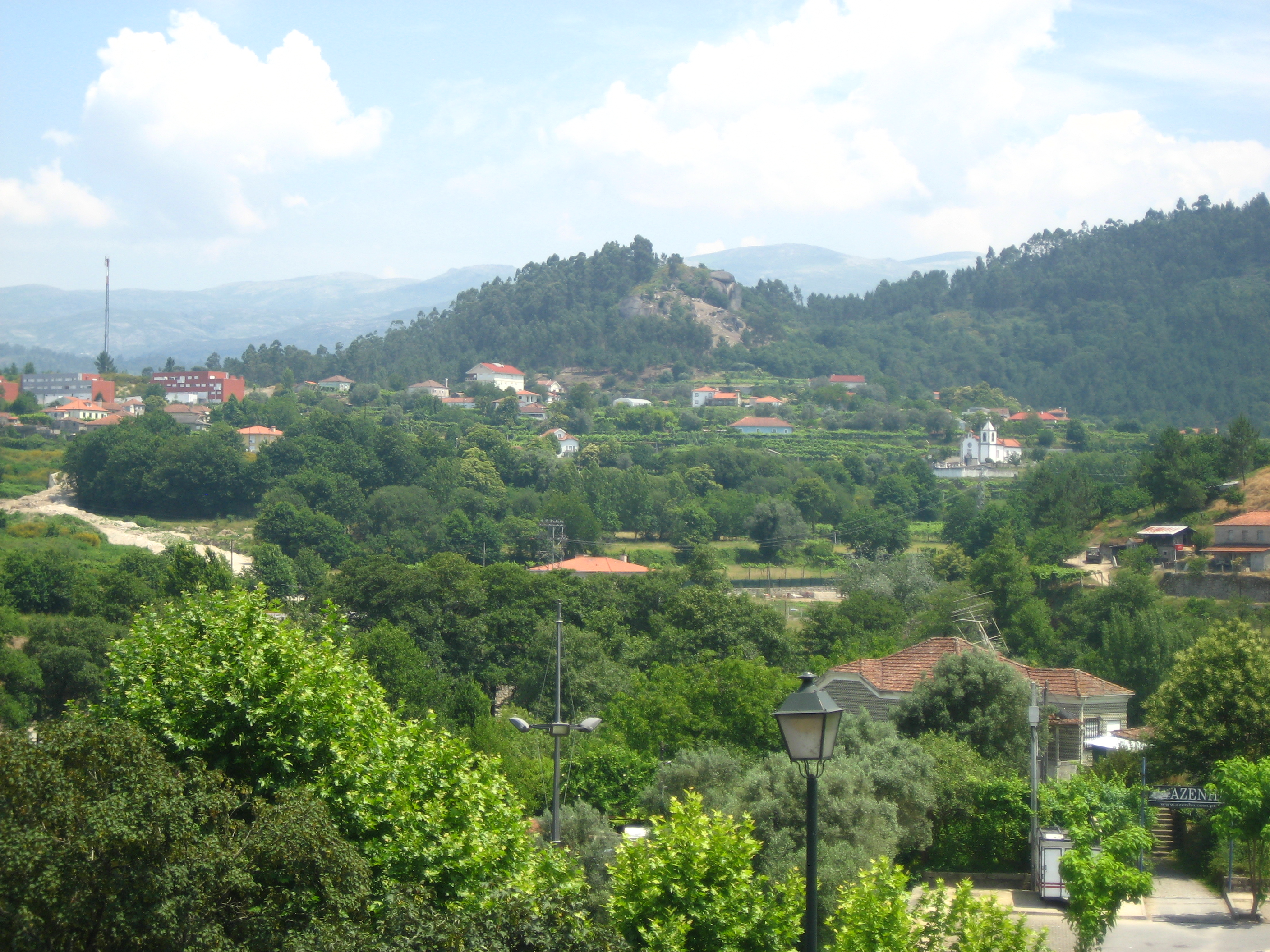

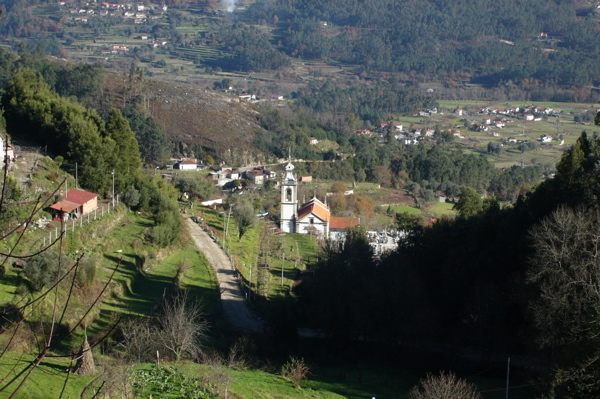

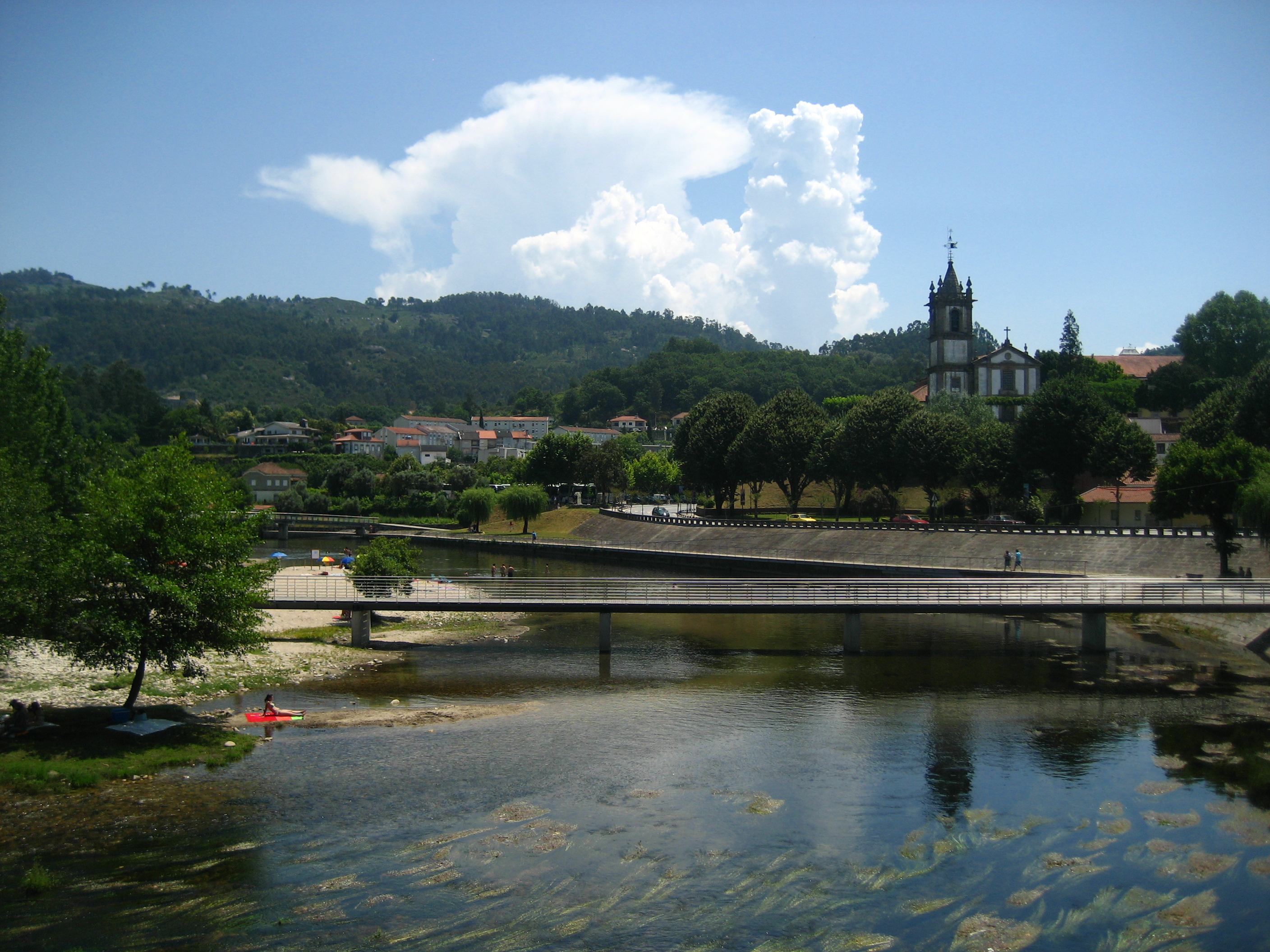

- 法國 瑟农

41°50′50″N 8°25′7″W / 41.84722°N 8.41861°W